# King Island Municipality
Koordinaten: 39° 56′ S, 143° 51′ O

Die King Island Municipality ist ein lokales Verwaltungsgebiet (LGA) im australischen Bundesstaat Tasmanien. Das Gebiet ist 1098 km² groß und hat etwa 1600 Einwohner (2016).
King Island ist eine Insel nordwestlich der tasmanischen Hauptinsel. 14 Ortsteile und Ortschaften liegen auf der Insel: Currie, Egg Lagoon, Grassy, Loorana, Lymwood, Naracoopa, Pearshape, Pegarah, Reekara, Sea Elephant, Surprise Bay, Wickharn, Yambacoona und Yarra Creek. Der Sitz des Councils befindet sich in Currie an der Westküste der Insel, wo etwa 700 Einwohner leben (2016).

## Verwaltung
Der King Island Council hat neun Mitglieder. Der Mayor (Bürgermeister), sein Deputy (Stellvertreter) und sieben Councillor werden direkt von den Bewohnern der LGA gewählt. King Island ist nicht in Bezirke untergliedert.